# Aglaophenia galatheae
Aglaophenia galatheae is een hydroïdpoliep uit de familie Aglaopheniidae. De poliep komt uit het geslacht Aglaophenia. Aglaophenia galatheae werd in 1956 voor het eerst wetenschappelijk beschreven door Kramp. 